# Karen Doggenweiler
Karen Sylvia Doggenweiler Lapuente (née le 27 août 1969 à Puerto Varas), est une journaliste et animatrice de télévision chilienne (TVN). Elle est mariée avec Marco Enríquez-Ominami, homme politique chilien, ancien député et plusieurs fois candidats à l'élection présidentielle du Chili.

## Télévision

### Émissions
- 24 Horas (journal télévisé) (TVN)
- NBA JAM deportivo (sports) (TVN)
- 1998-2002 : Pase lo que pase (TVN) : Animatrice (avec Felipe Camiroaga)
- Super salvaje (TVN)
- 2002-2004, 2011-2016 : Buenos días a todos (matinale) (TVN) : Animatrice
- 2002-2003 : La gran sorpresa (TVN) : Animatrice
- 2003 : Tocando las estrellas (téléréalité) (TVN) : Animatrice
- 2005 : Chile elige (TVN) : Animatrice
- 2006-2008 : El baile en TVN (TVN) : Animatrice (avec Rafael Araneda)
- 2007-2009 : Viña tiene festival (TVN) : Animatrice
- 2008 : La familia del último pasajero (TVN) : Animatrice
- 2008-2009 : Estrellas en el Hielo (TVN) : Animatrice backstage
- 2008 : Todos a coro  (TVN) : Animatrice (avec Rafael Araneda)
- 2009 : Calle 7 (TVN) : Animatrice (avec Martín Cárcamo)
- 2009 : Pelotón III (téléréalité) (TVN)
- 2009-2010 : Abre los Ojos (TVN) : Animatrice
- 2009-2010 : Pelotón IV (téléréalité) (TVN)
- 2010 : Fuerza Chile (TVN)
- 2010 : Chile ayuda a Chile (ANATEL)
- 2010 : Circo de Estrellas (TVN)
- 2010 : Circo, Detrás de la magia (TVN)
- 2010 : Pelotón V "La Dinastía del Honor" (téléréalité) (TVN)
- 2010-2011 : Animal nocturno (TVN) : Animatrice (avec Felipe Camiroaga)
- 2011-2012 : Mamá a los 15 (TVN) : Animatrice
- 2011-2012 : Factor X Chili (TVN) : Elle-même/Jury
- 2011 : Dime por qué? (TVN) : Animatrice (avec Julián Elfenbein)
- 2011 : La dieta del Lagarto (TVN) (téléréalité) : Animatrice
- 2016 : Jeux olympiques d'été de 2016 (Rio de Janeiro, au Brésil) (TVN) : Animatrice

### Autres apparitions
- 2013 : Mentiras verdaderas (La Red) : Elle-même (Invitée avec Marco Enriquez-Ominami)
- 2013 : Mujeres Primero (La Red) : Elle-même (Invitée)